# Lars Andersson Rålamb
Lars Andersson Rålamb, född 12 augusti 1563 i Stockholm, död (avrättad) 16 maj 1599 i Kalmar, var kunglig fogde i slutet av 1500-talet.

## Biografi
Lars och hans tvillingbror Sigfrid var söner till släkten Rålambs stamfar Anders Sigfridsson i hans första äktenskap med Anna Larsdotter. Bröderna inskrevs samtidigt 1577 vid universitetet i Greifswald. Efter avslutade studier var Rålamb 1589–1590 hovjunkare hos Johan III och fogde vid Salberget och för Väsby län 1593–1596. Han tog ställning för kung Sigismund under hertig Karls uppror och utsågs av den förre till befälhavare på Kalmar slott 11 augusti 1598. Efter att hertig Karl erövrat Kalmar halshöggs Rålamb tillsammans med de båda andra befälhavarna Johan Sparre och Christoffer Andersson Grip den 16 maj 1599 varpå deras huvuden sattes upp över en av Kalmars stadsportar.
Lars Anderssons sätesgård var Länna i Almunge socken.